# Kanchov Peak
Der Kanchov Peak (englisch; bulgarisch Кънчов връх Kantschow wrach) ist ein 1200 m hoher und felsiger Berg an der Loubet-Küste des Grahamlands im Norden der Antarktischen Halbinsel. An der Westküste der Pernik-Halbinsel ragt er 4 km südöstlich des Álvarez Point, 14,2 km südwestlich des Mount Deeley, 9,8 km nordnordwestlich des Zhelev Peak und 13,9 km nordöstlich des Hooke Point auf. Seine steilen Hänge sind teilweise unvereist. Der Lallemand-Fjord liegt westlich, die Salmon Cove nördlich und der Field-Gletscher südöstlich und südlich von ihm.
Britische Wissenschaftler kartierten ihn 1978. Die bulgarische Kommission für Antarktische Geographische Namen benannte ihn 2016 nach dem bulgarischen Geographen, Ethnographen und Historiker Wassil Kantschow (1862–1902).